# Économie des Landes

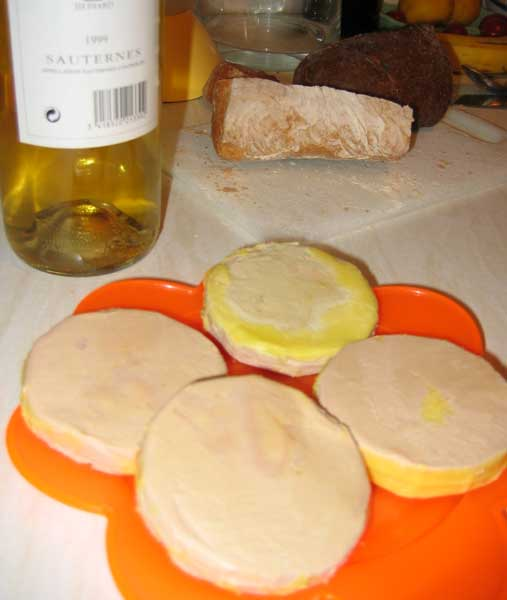
Pâté de foie gras servi avec du Sauternes et du pain.

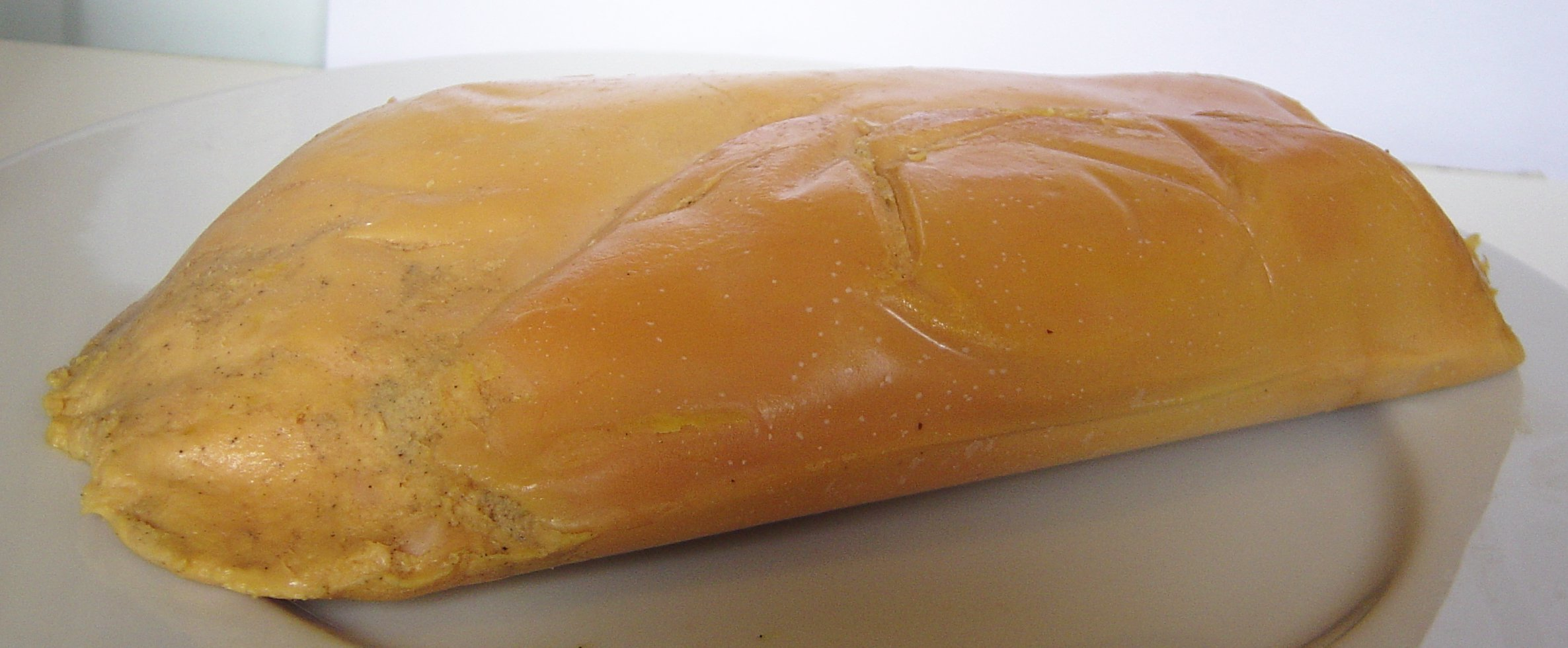
Un foie gras entier (partiellement préparé en vue de cuisson en terrine).

Les Landes sont un département au départ de tradition rurale. Le tourisme s'est largement développé, et le taux d'emploi industriel est supérieur à la moyenne de l'Aquitaine et à celle de la France. Les principaux atouts naturels du département des Landes (bois, présence d'eau, espace, climat océanique, etc.) ont permis de développer des filières naturelles majeures, en  dépit de la fermeture de l'usine Sony de Pontonx) qui ont renforcé le tissu économique du département et créé des emplois nouveaux.

## Agriculture
L'agriculture du département des Landes compte 7 800 exploitations pour un total de 221 800 ha. Elle se caractérise par des productions de qualité, avec une prédominance de maïs et de palmipèdes gras. Elle s'est diversifiée et la pratique de la culture intensive conduit à une forte irrigation. Le département arrive au 1er rang national pour le maïs consommation, le maïs semence, le maïs doux, les carottes, les asperges, le foie gras, la truite et la forêt.

## Industrie
Liens : Chiffres clés et Emploi.

### L'industrie des sports de glisse
L'industrie des sports de glisse dans les Landes est localisée sur la côte sud et plus particulièrement entre Capbreton, Hossegor et Seignosse.

Il s'agit d'une activité très récente, à taux de croissance très élevé et qui, aujourd'hui, représente un poids et un dynamisme économiques importants.

### Cadre géographique et historique

#### Les vagues
La houle de l'Atlantique Nord pénétrant dans le golfe de Gascogne, produit toute l'année un système de vagues puissantes et changeantes sur toute la Côte d'Argent.

#### Les surfeurs
Les précurseurs californiens et français apparurent sur les plages de Biarritz à la fin des années 1950.

Mais c'est grâce aux surfeurs venus d'Australie à partir de 1972, que la pratique du surf va se développer sur la côte aquitaine et notamment sur la côte sud des Landes (où se trouve aujourd'hui le siège de la Fédération Française de Surf).

#### Les têtes de pont australiennes
À partir de 1982, les trois « majors » australiens de cette activité (dans l'ordre historique : Rip Curl, Quicksilver, Billabong) vont progressivement s'implanter sur la côte sud des Landes. Ils vont diffuser leurs productions d'abord en France puis en Europe. La mode - californienne surtout - et l'industrie du surfwear sont lancés. D'ailleurs aujourd'hui, la Rip Curl, un tournoi entre les 40 meilleurs surfeurs juniors et adultes, tient lieu sur les plages d'Hossegor.

### Une filière à part entière
L'industrie des sports de glisse dans le sud des Landes est constituée d'une multitude d'entreprises très différentes.
Autour des trois « majors » se créent, gravitent, grandissent ou disparaissent une multitude de PME ou micro-entreprises.

#### Le matériel de surf
Ce noyau initial de cette filière ne représente plus qu'une partie mineure voire secondaire.

- Les planches de surf sont fabriquées localement et artisanalement dans de petits ateliers plus ou moins liés aux majors. En effet, chaque surfeur veut adapter sa planche à sa morphologie, à son niveau, à sa subjectivité et le shaper doit satisfaire ses attentes.

Aussi, pour l'instant, la fabrication industrielle en grandes séries est-elle limitée.
- Les autres produits (combinaisons, housses, sacs, etc.) sont fabriqués en Asie par les majors principalement.

#### Les lignes vestimentaires
À l'origine, les vêtements de surf entretenaient un lien direct avec la pratique de ce sport (depuis l'origine, la devise d'un « major » proclame « made by surfers for surfers »).

Aujourd'hui, le « surfwear » conçoit et commercialise, à l'aide d'un fort marketing, des concepts autonomes s'appuyant sur des sports loisirs tant urbains que nautiques ou montagnards (un fabricant français de ski a été racheté par un major en 2004).
Aussi, 90 % des acheteurs de ce « sportswear » ne sont pas des surfeurs et parfois même ne sont pas ou plus des sportifs.

#### Activités connexes
Cette dynamique industrielle et commerciale a permis à d'autres activités de se créer dans cette zone : accessoires vestimentaires (lunettes, montres, bagagerie, etc.), journaux, photographie, agences de voyages, sites internet, météo, etc. sans compter le foisonnement de boutiques vendant ces produits.
D'autre part, chaque année ces entreprises organisent conjointement une grande braderie qui en un week-end draine 150 000 à 200 000 acheteurs.

#### Chiffre d'affaires et emploi
Cette filière (385 entreprises) a réalisé en 2005 en Aquitaine  1,085 milliard € de chiffre d'affaires avec une croissance de 27 % sur un an.[réf. nécessaire]
Du fait de l'évolution très rapide des entreprises (en particulier les très petites), des emplois saisonniers, de l'expansion et de la stratégie des « majors », il est difficile de fixer le nombre d'emplois induits par cette filière.

Sur les 3 000 emplois en Aquitaine, les Landes représentent environ les 2/3 de ces effectifs avec des niveaux de rémunération similaires à ceux pratiqués par les entreprises de la région.[réf. nécessaire]
Il s'agit d'une main d'œuvre jeune et de plus en plus diplômée. Elle est parfois issue du « recyclage » de sportifs connus dans tous les milieux sportifs.[réf. nécessaire]

### Perspectives
La logique de croissance, les interactions qui s'y créent font que cette région devient très attractive pour beaucoup d'entreprises du sportswear ou d'autres activités. Ainsi des entreprises implantées ailleurs en France (Nord, Paris, Toulouse, Marseille, etc.) ou en Europe (RU, Norvège, ...) déménagent dans le sud des Landes. De même, pour un nombre croissant d'entreprises américaines, australiennes, ou asiatiques, s'installer sur la côte landaise devient actuellement incontournable.

## Services

### Tourisme
Le tourisme est une ressource économique majeure du département.
Il se concentre très majoritairement sur les zones côtières (Biscarrosse, Mimizan, Hossegor, Capbreton, Seignosse, etc.) où la renommée des conditions de surf a fait le tour du monde (plusieurs épreuves par an).
Il ne faut pas non plus oublier de citer le tourisme « gastronomique », car les Landes sont réputées culinairement au travers du foie gras, des magrets, des poulets de Saint-Sever.
Enfin le tourisme thermal attire de nombreux curistes avec les stations de Dax, Saint-Paul-lès-Dax, Saubusse-les-Bains, Préchacq-les-Bains ou encore Eugénie-les-Bains.
L'économie de la ville de Dax repose essentiellement sur le thermalisme, qui lui procure une grande partie de ses emplois et de sa richesse. Cette activité lui permet de figurer parmi les communes landaises les plus riches et les plus prospères. La cité reçoit 55 000 curistes par an, attirés par la réputation de la station dans les domaines de la phlébologie, de la gynécologie et de la rhumatologie. Cette affluence en fait la première station thermale de France, devant Vichy, Vittel et d'autres.
Le secteur des services est le mieux représenté à Dax. Le thermalisme, la situation géographique (au cœur des Landes, proche des plages, du Pays basque et de l'Espagne), et les fêtes estivales (août et septembre) ont engendré la création d'un grand nombre d'établissements hôteliers et de restauration. Le commerce bénéficie de cette aubaine, et les boutiques (habillement, gastronomie, ...) sont nombreuses dans le secteur piétonnier.
Après une baisse de fréquentation en 2003 à la suite de la catastrophe du Prestige, l'année 2004 a été une excellente surprise pour le tourisme landais : le département a figuré à la première place des destinations estivales.
Directement inspiré des préconisations de l’étude « Carnet de Route du Littoral » mené par Atout France en 2001, en collaboration avec 7 Comités Départementaux du Tourisme littoraux, le Printemps des Landes est un événementiel orchestré par le CDT des Landes en étroite collaboration avec les Offices du Tourisme landais, le Parc Naturel Régional des Landes de Gascogne et les socioprofessionnels du tourisme (hébergeurs, prestataires d’activités …). 
Mettant en avant le thème de l’Eau, le Printemps des Landes se déroule, chaque année, sur 15 jours pendant les vacances de Printemps (du 17 avril au 2 mai en 2010) sous le parrainage d’une personnalité landaise (Raphaël Ibañez en 2010). 
Un programme de 450 animations – pour la grande majorité, gratuites – est proposé aux touristes et auquel s’adosse une centaine d’offres de séjours à tarif promotionnel.
Un site, mis en place par le CDT des Landes chargé de la promotion et de la communication de cet événementiel, présente l’intégralité des offres d’animations et de séjours.

## Organismes
- Chambre de commerce et d'industrie des Landes

## Entreprises
- Turbomeca, 1 300 salariés travaillent sur le site de Tarnos dans les Landes. Turbomeca est le leader mondial des turbines d'hélicoptère.
- Maïsadour, Haut-Mauco, groupe agroalimentaire coopératif. Principales activités : collecte de céréales, agrofourniture, alimentation animale, productions animales, productions légumières et semences.
- Labeyrie, foie gras, saumon, siège social et usine à Saint-Geours-de-Maremne
- Bonduelle, avec des usines de conditionnement à Bordères-et-Lamensans, Herm et Labenne
- General Mills, avec une usine de conditionnement de maïs doux à Labatut
- DRT (les Dérivés Résiniques et Terpéniques)
- Centrale photovoltaïque de Losse
- Autobar Packaging France, emballage, matières plastiques à Soustons

## Infrastructures
- A63
- A65